# Лейхтер, Отто
Отто Ле́йхтер (нем. Otto Leichter; 22 февраля 1897, Вена — 14 февраля 1973, Нью-Йорк) — австрийский политик-социалист, журналист и писатель. Использовал псевдонимы Генрих Бергер, Конрад Губер, Конрад, Штефан Малер, Пертинакс, Винер, Георг Визер.

## Биография
Отто Лейхтер изучал юриспруденцию в Венском университете и в 1920 году защитил докторскую диссертацию. Являлся одним из соучредителей организации социал-демократической студенческой молодёжи Австрии. Состоял в Социал-демократической партии Австрии.
Отто Лейхтер был женат на социологе Кете Лейхтер, убитой в Бернбурге в 1942 году после длительного заключения в Равенсбрюке. У супругов родилось двое сыновей Хайнц и Франц, которые стали адвокатами. С 1943 года Лейхтер состоял в браке с Эльзой Колари.
В 1919—1934 годах Отто Лейхтер сотрудничал с газетой «Der Kampf». В 1925—1934 годах являлся сотрудником венской газеты «Arbeiter-Zeitung», печатного органа Социал-демократической партии Австрии.
Февральские бои 1934 года привели к запрету Социал-демократической партии, и Лейхтеры были вынуждены уехать в эмиграцию. В Цюрихе Лейхтер основал пресс-службу, информировавшую мир о ситуации в Австрии. В сентябре 1934 года Лейхтер принял участие в тайном съезде Революционных социалистов Австрии, состоявшемся в Вене, и впоследствии вернулся на родину. В 1936 году Лейхтер анонимно писал для листовок, освещавших процесс над социалистами.
После аншлюса Австрии в марте 1938 года Отто Лейхтер бежал в Брюссель, где участвовал в создании Иностранного представительства австрийских социалистов, которое возглавил Йозеф Буттингер. После смерти
Отто Бауэра в июле 1938 года в Париже Лейхтер был назначен редактором газеты «Der Sozialistische Kampf». С началом Второй мировой войны Лейхтер был интернирован и некоторое время находился под арестом на стадионе в Коломбе. В 1939 году Отто Лейхтер вступил в учреждённое в Париже иностранное представительство Свободных профсоюзов Австрии.
В 1940 году Лейхтер был вынужден бежать от наступавшего вермахта из Парижа в Монтобан на юге Франции, а затем из Лиссабона — в Нью-Йорк. После роспуска Иностранного представительства австрийских социалистов в 1942 году Лейхтер участвовал в работе Austrian Labor Committee и являлся издателем Austrian Labor Information.
После войны Отто Лейхтер вернулся на год на родину, где работал в Рабочей палате Вены и газете «Arbeit und Wirtschaft». Являлся основным идейным сторонником «Резолюции сорока четырёх», предлагавшей на съезде 1947 года левый курс партии. Резолюция был отклонена съездом, разочарованный Лейхтер оказался не у дел и в 1948 году вернулся в США, где работал корреспондентом для «Arbeiter-Zeitung» и других европейских периодических изданий.
В начале 1950-х годов Лейхтер организовал бюро информационного агентства DPA при ООН и в 1957—1971 годах являлся его корреспондентом. В 1967—1973 годах являлся председателем Мемориального фонда Дага Хаммаршёльда. Похоронен на кладбище при Зиммерингском крематории в Вене.